# Vertikale Bindung
Dieser Artikel wurde aufgrund inhaltlicher und/oder formaler Mängel auf der Qualitätssicherungsseite des Portals Wirtschaft eingetragen. 
Du kannst helfen, indem du die dort genannten Mängel beseitigst oder dich an der Diskussion beteiligst.
Unter einer vertikalen Bindung versteht man in der Ökonomie eine vertragliche Vereinbarung zwischen Akteuren der vor- und nachgelagerten Wirtschaftsstufe, bei der die Akteure – im Gegensatz zur vertikalen Integration – rechtlich selbständig bleiben. Als Synonym wird der Begriff Vertikalisierung verwendet.

## Arten
Man unterscheidet Preisbindung, Alleinbezugsbindung, Alleinvertriebsbindung und Kopplungsvertrag.

## Bewertung
Vorteile
Durch vertikale Bindungen lassen sich Gewinne für die Wohlfahrt erzielen. Beispielsweise wird ein doppelter Preisaufschlag verhindert und Haftungsrisiken verringert.
Nachteile
Durch vertikale Bindungen entstehen oftmals Wettbewerbsbeschränkungen.